# Mohamed Majd

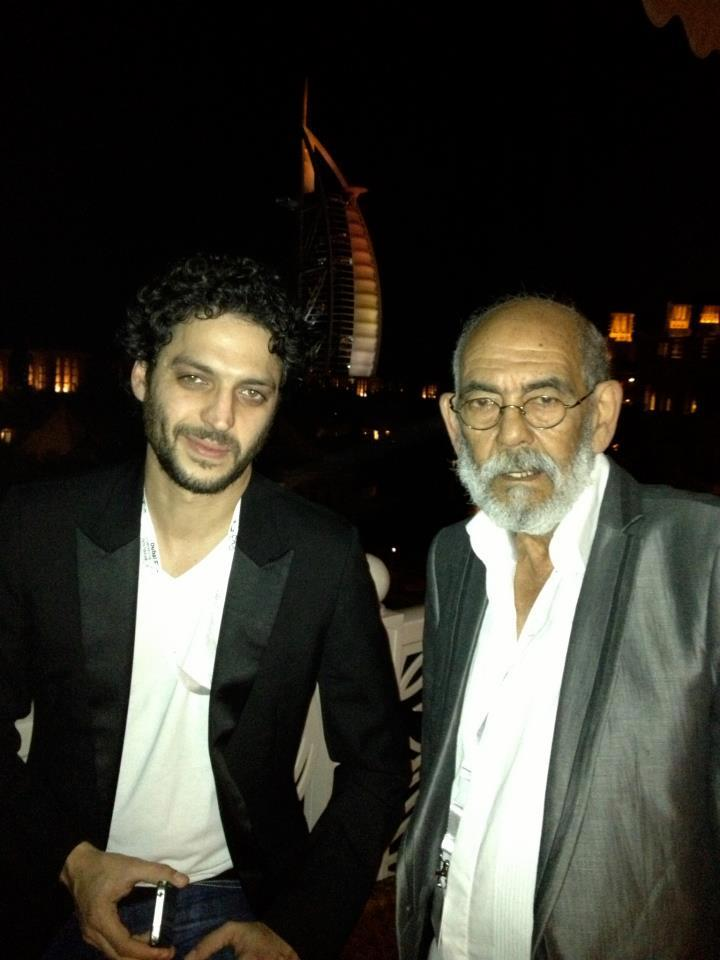
Mohamed Majd (rechts) mit Younes Bouab (2012)

Mohamed Majd (* 1940 in Casablanca; † 2013 ebenda; auch Mohammed Majd; arabisch محمد مجد Muhammad Madschd, DMG Muḥammad Maǧd) war ein marokkanischer Schauspieler.
Neben seiner Theater-Karriere in Casablanca wurde Majd zu einem der Pioniere des marokkanischen Fernsehens sowie der marokkanischen Filmgeschichte. Nach mehreren Nebenrollen in internationalen Produktionen gelang es ihm um die Jahrtausendwende zu einem der gefragtesten und erfolgreichsten Filmschauspieler des Landes aufzusteigen. Für seine Darbietungen wurde er auf mehreren Filmfestivals im In- und Ausland mit Preisen bedacht sowie unter anderem mit dem Ordre des Arts et des Lettres gewürdigt.

## Biografie
Mohamed Majd wurde 1940 in Casablanca im Derb Sultan geboren. Nach dem frühen Tod seiner Mutter wuchs er bei seiner Großmutter im Derb Martini auf und musste früh in seiner Kindheit durch Arbeit zum Familieneinkommen beitragen. Durch eine Zeitschrift erfuhr er von der Möglichkeit eines Fernstudiums mit einem Filminstitut in Frankreich. Daraufhin absolvierte er Kurse unter anderem in Marrakesch und in einem Konservatorium in Frankreich. Wegen familiärer Probleme kam Majd nach Marokko zurück, ohne die Ausbildung abgeschlossen zu haben. Sein Ziel, Schauspieler zu werden, verwirklichte er gegen den Willen seines Vaters.
Zum Theater kam Majd über die Dramatiker Abdelkader El Badaoui und Mohamed Elkhalfi. Nachdem er am Theater at-Tabaqa al-ʿāmila (‚Arbeiterklasse‘) und später in der Theatergruppe des El Badaoui aktiv gewesen war, verschrieb er sich ganz der Schauspielkunst und schloss er sich als Neunzehnjähriger dem Ensemble des Théâtre municipal von Casablanca unter Direktor Tayeb Saddiki an, wo er bis 1970 aktiv blieb.
Majds erstes Engagement in einer Fernsehproduktion datiert aus dem Jahr 1965, als er in der 16-teiligen Fernsehserie at-Tadhiya / التضحية auftrat, der ersten im marokkanischen Fernsehen ausgestrahlten Fernsehserie. 1970 spielte er im Film Forêt des Abdelmajid R’chich mit, einem der ersten Filme eines marokkanischen Regisseurs. Nach einer Krise am Theater begleitete er von 1972 bis Ende der 1970er-Jahre die Musikgruppe Jil Jilala als Teil ihres Managements. 1973 übernahm er erneut eine Rolle in einem R’chich-Film (Al Borak). In Kontakt mit dem internationalen Filmbusiness kam Majd 1976, als er in Moustapha Akkads Mohammed – Der Gesandte Gottes mitspielte. Nach seinem Ausstieg bei Jil Jilala integrierte sich Majd auf Betreiben Aziz Saadallahs und Khadija Assads in die Troupe Théâtre 80, mit der er im In- und Ausland tourte. 1980 verfasste er mit Schadd al-Mantīh / شد المنطيح selbst ein Theaterstück. Dem Theater blieb er indes nicht nur als Schauspieler, sondern auch in der Lichttechnik und Regieassistenz verbunden.
Gegen 1990 kam es zu weiteren Engagements Majds in Nebenrollen bei internationalen Produktionen wie bei Philippe de Brocas Sheherazade – Mit 1001 PS ins Abenteuer (1990). Bei marokkanischen Produktionen beschränkte er sich damals auf Rollen in Fernsehfilmen und -serien; erst ab den späten 1990er-Jahren trat Majd wieder in marokkanischen Kinoproduktionen auf, als Wendepunkt hierzu gilt Nabil Ayouchs Filmdrama Ali Zaoua, Prinz der Straße (2000). Majd spielte in weiterer Folge unter anderem in Daoud Aoulad-Syads Aoud rih (2002), Tarfaya (2004) und Fi intidar Pasolini (2007) mit. In dieser Spätphase seines Schaffens finden sich auch preisgekrönte Filme, die internationale Bekanntheit erlangten. Beispiele hierfür sind Faouzi Bensaïdis Tausend Monate (2003), Die große Reise von Ismaël Ferroukhi (2004), Rachid Boucharebs Tage des Ruhms (2006) und Quelle der Frauen von Radu Mihăileanu (2011).
Ende 2012 nahm Majd am Dubai International Film Festival teil, um den Film Zero (Nour-Eddine Lakhmari) zu bewerben. Kurz darauf wurde er wegen Atemproblemen in die Moulay-Yusuf-Klinik in Casablanca eingeliefert, wo er am 24. Januar 2013 verstarb. Sein Grab befindet sich im Friedhof ach-Chouhada in Casablanca.
Mohamed Majd war mit der Schauspielerin Fatiha Ouatili verheiratet, die auch die Mutter seiner Kinder ist. Diese Ehe wurde geschieden.

## Bedeutung und Anerkennung
Mohamed Majd wurde mehrfach als „bester Schauspieler“ ausgezeichnet: 2001 am Festival der drei Kontinente in Nantes für seine Darbietung in Aoud rih, 2003 am Festival national du film in Oujda für Tausend Monate, 2005 am Festival Internacional de Cine de Mar del Plata sowie am Festival national du film in Tanger für seine Rolle im Spielfilm Die große Reise sowie 2008 am Festival International du Film Francophone de Namur für Fi intidar Pasolini.
Das Internationale Filmfestival Marrakesch 2006 richtete eine Personale für ihn aus. Im Zuge der Eröffnung dieses Festivals wurde Majd zudem zum Chevalier des Arts et Lettres ernannt. Schon zuvor wurde ihm 2005 bei einem Festival in Martil ein Tribut gewidmet, ebenso 2012 beim Festival International Cinéma Méditerranéen Tétouan.
Bedingt durch seinen Karriereverlauf wurde Majd als Sechzigjähriger zum Aushängeschild des Wiederauflebens des marokkanischen Kinos um die Jahrtausendwende. Seinen internationalen Durchbruch verdankte Majd, so Jamal Bahmad in einem Nachruf, nicht nur seinem Talent, sondern auch der starken Präsenz der globalen Filmindustrie in Marokko wie den Atlas Corporation Studios bei Ouarzazate. Majd war ihm zufolge ein Beispiel dafür, wie einheimische Schauspieler sich von Nebenrollen in internationalen Produktionen zu Hauptrollen in sowohl ausländischen als auch marokkanischen Filmen weiterentwickeln können. Bahmad betonte in seinem Nachruf weiters Majds Einsatz für Jungschauspieler und neue Filmproduzenten in der marokkanischen Filmindustrie.
In anderen Nachrufen wurde Majd als „Gigant im wachsenden marokkanischen Kino“, „einer der erfolgreichsten Schauspieler im Laufe des marokkanischen Kinos“ und als „Botschafter des marokkanischen Kinos in der arabischen Welt [und] in der internationalen Szene“ gewürdigt, die Schauspielerin Naïma Bouhmala pries ihn als „Pionier der marokkanischen Kunst“. Der marokkanische König Mohammed VI. betonte in einem an die Hinterbliebenen gerichteten Kondolenzschreiben Majds Beitrag zur Ausstrahlung der marokkanischen Filmkunst und verlieh ihm posthum den nationalen Verdienstorden Wissam Al Moukafaa Al Watania in der Offiziersstufe.

## Majds Verhältnis zu den Künsten
Als primäre Leidenschaft Majds galt das Theater. Majd war seit seiner Kindheit zum Theater hingezogen und spielte im Laufe seines Lebens in mehr als siebzig verschiedenen Theaterstücken mit. Durch seine Begeisterung für das Theater galt Majd zudem als Liebhaber der Musik.

« J’ai un véritable amour pour le théâtre. Le théâtre c’est ma vie. »

„Ich habe eine echte Liebe für das Theater. Das Theater ist mein Leben.“

Das Kino hingegen hatte sich Majd einem Porträt auf der Homepage des Filmfestivals von Tétouan zufolge wegen des Erfordernisses angenähert, wenn nicht gar mit Unnachgiebigkeit. Sein Wechsel vom Theater zum Kino ist zum einen in der marokkanischen Kulturpolitik begründet. Majd kritisierte die marokkanische Subventionspolitik, die er in der Verantwortung dafür sah, dass die Unterstützung des Theaters aus der Gesellschaft abgenommen hatte. Majds Theatergruppe hatte bei ihren Touren Schwierigkeiten mit der Promotion und Organisation ihrer Auftritte. Darüber hinaus war Majds Theaterstück Schadd al-Mantīh nicht zur Aufführung zugelassen.

«فالمسرح قد مات في الوقت الذي تم فيه سن سياسة الدعم»

„fa-l-masraḥ qad māta fī l-waqt allaḏī tamma fīhi sann siyāsat ad-daʿm“

„So starb das Theater in der Zeit, in der die Einführung der Subventionspolitik erfolgte.“

Dem marokkanischen Kino verweigerte sich Majd lange Zeit, da er darin seine qualitativen Ansprüche nicht gewährleistet sah. Es sei, so Majd, in den 1990er-Jahren noch ein Baby gewesen. Trotz zahlreicher Beteiligungen bei ausländischen Produktionen betonte Majd jedoch, sich nicht von seinem Land und dessen Traditionen separieren zu wollen; sein wahrer Stolz sei, in Filmen in seinem Heimatland mitgewirkt zu haben.

## Filmographie
Majd war an über 80 Kino- und Fernsehfilmen beteiligt, darunter sind folgende Produktionen:
| - 1970: Forêt (الغابة) - 1973: Al Borak (البراق) - 1976: Mohammed – Der Gesandte Gottes - 1983: Afghanistan pourquoi? (أفغانستان لماذا؟) - 1989: Deadline - 1990: Sheherazade – Mit 1001 PS ins Abenteuer - 1990: Der Marsch - 1991: Le vent de la Toussaint - 1997: Die Bibel – Salomon - 1998: Die Bibel – Jeremia - 1998: Les amis d’hier (أصدقاء الأمس) - 1999: Whispers (همسات) - 2000: Ali Zaoua, Prinz der Straße - 2001: Aoud rih (عود الريح) - 2001: L’Algérie des chimères (Mini-Serie), Episode Le médecin de l’Émir - 2001: Tayf Nizar (طيف نزار) - 2002: Le miroir du fou - 2002: Et après? (وبعد) - 2002: Zwielicht in Tanger - 2002: Unter fremdem Himmel - 2002: Das Jesus Video - 2002: Wld Al Hamria (ولد الحمرية) - 2003: Tausend Monate - 2003: L’Adieu - 2003: Eclats Du Passé (شظايا الماضي) - 2004: Die große Reise - 2004: Tarfaya - 2004: Ten’ja - 2004: Trik Marrakech (طريق مراكش) - 2004: Nafeh El-Atssah (نافح العطسة) - 2004: Fatouma (فطومة) - 2005: Zaina – Königin der Pferde | - 2005: C.R.A.Z.Y. – Verrücktes Leben - 2005: Syriana - 2005: Tarik Sahih (الطريق الصحيح) - 2006: Tage des Ruhms - 2006: Parfum de mer (ريح البحر) - 2006: Charles de Gaulle – Ich bin Frankreich! (TV-Serie), Episode 2 - 2006: Casa - 2006: Al Hay Al Khalfi (الحي الخلفي) - 2007: Der Feind in den eigenen Reihen – Intimate Enemies - 2007: Fi intidar Pasolini (في انتظار بازوليني) - 2007: Ali Baba und die 40 Räuber - 2007: Les Jardins de Samira (سميرة في الضيعة) - 2007: Yasmine et les hommes (ياسمين والرجال) - 2008: Terre de Lumière (Mini-Serie) - 2008: Le Collier de Coquillage (خيط البحرار) - 2009: La dame de l’aube (سيدة الفجر) - 2010: Die Frau die singt – Incendies - 2011: Quelle der Frauen - 2011: Wer ist Hanna? - 2011: Rabat - 2012: Androman – De sang et de charbon (أندرومان … من دم وفحم) - 2012: L’enfant cheikh (الطفل الشيخ) - 2012: Malak (ملاك) - 2012: Zero - 2012: Le veau d’or (العجل الذهبي) - 2012: Hunted – Vertraue niemandem (TV-Serie), Episode Der Verrat - 2013: Né quelque part - 2013: Exit Marrakech - 2013: Prisoners of the Sun - 2014: Kanyamakan - 2014: Zaynab, la rose d’Aghmat (زينب، زهرة أغمات) - 2014: Atlantic. |

Außerdem spielte Majd unter anderem in folgenden marokkanischen Fernsehserien mit:
- 1965: at-Tadhiya / التضحية
- 2000: Sarb Lhmam / سرب الحمام
- 2000: Dwayer Azmane / ادواير الزمان
- 2001: Jnane L’karma / جنان الكرمة
- 2002: Saqr Quraisch / صقر قريش (syrisch-marokkanische Koproduktion)
- 2009: Al Majdoub / المجدوب
- 2010–2011: Yak Hna Jirane / ياك حنا جيران